# Daffy Duck
Daffy Duck est un personnage d'animation américain appartenant à la grande famille de Warner Bros. des dessins-animés Looney Tunes et Merrie Melodies. Sa naissance officielle est le 17 avril 1937, date de la parution de Porky va à la chasse (Porky's Duck Hunt) aux États-Unis.
Il a été conçu par Tex Avery et Bob Clampett comme un personnage survolté et imprévisible, en contraste avec les vedettes « sensées » créées la décennie précédente, comme Mickey Mouse et Popeye.
Il a été classé comme étant le 9e des 50 meilleurs personnages de cartoons dans le magazine américain TV Guide.

## Allure
Daffy Duck est un canard anthropomorphe noir au grand bec et aux pattes de couleur jaune-orange. Il est recouvert de plumes noires. Sous sa forme originelle, il a la taille et la forme proche d'un vrai canard. Puis, au cours des années, comme Bugs il se rapproche de la taille des autres protagonistes. Il porte un col blanc au cou, qui peut être vert dans certaines versions. Sa voix est nasillarde et, dans la version d'origine en anglais, marquée d'un défaut de prononciation (tout en postillonnant autour de lui), à l'instar de la voix française donnée à Sylvestre le chat.
Il est parfois trouvé en tenue de personnages célèbres.

## Comportement
Dans ses premières années d'existence, Daffy est un personnage totalement fou et hystérique, qui s'amuse à jouer tous les tours possibles (et même physiquement impossibles) à ses adversaires. Comme Bugs Bunny à la même époque, il triomphe très souvent. Mais dans les années suivantes, les choses tournent beaucoup moins à son avantage, et son caractère évolue.
Daffy devient alors très nerveux, colérique et égoïste. À l'instar de Donald Duck et Woody Woodpecker, c'est en raison de tous ses défauts que le public lui voue une indéniable tendresse. Empruntant parfois le déguisement de personnages célèbres (Robin des Bois, Buck Rogers), Daffy Duck s'élance dans des aventures qui le dépassent complètement, ce qui lui vaut de cruelles déconvenues. Il lui arrive de vouloir à tout prix être ami ou ennemi avec le cochon Porky Pig qui toutefois ne s'entend pas toujours bien avec lui. Dans les cartoons de l'âge d'or de l'animation, il est souvent le rival de Bugs Bunny (dont il est alors jaloux), et lorsqu'un de ces cartoons met en scène Daffy et Bugs, le canard se fait généralement « remonter les bretelles » tandis que Bugs reste impassible. Sa phrase fétiche à l'encontre de ce dernier est : « Tu es méprisable » (You're despicable). Ce que Daffy entreprend contre ses adversaires se retourne souvent contre lui. Cependant, il prend à cœur ses missions quand il est Duck Dodgers, et s'enflamme pour elles.
Dans la série The Looney Tunes Show, il devient l'ami (parfois encombrant) de Bugs.

## Historique

### Débuts: Daffy par Tex Avery (1937-1941)
Il fait ses débuts le 17 avril 1937 dans le court métrage Porky va à la chasse (Porky's Duck Hunt) de Tex Avery.
À ses débuts, sa taille est proche d'un vrai canard (comme le prototype de Bugs Bunny l'était d'un vrai lapin), avant de devenir presque aussi grand qu'Elmer Fudd ou Porky Pig, ses antagonistes. Il est alors représenté comme un canard fou sautant subitement partout et riant d'une façon hystérique, et doté d'un esprit de répartie aussi vif que celui de Bugs Bunny.

### Daffy par les autres réalisateurs (1941-1968)

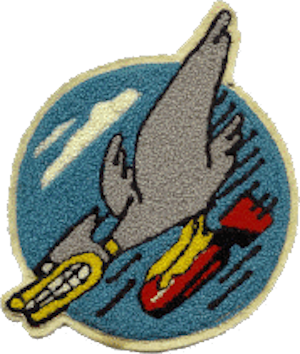
Daffy Duck est l'emblème du 600th Bomb Squadron américain en 1943.

Sous la direction de Chuck Jones, Daffy Duck devient un personnage plutôt connu pour sa jalousie, son avidité et sa malchance. Cette évolution est notamment visible dans certains cartoons du début des années 1950 comme Le Mouron rouge (1950) ou Faut savoir ce qu'on veut (1953). Il est également régulièrement associé avec Bugs Bunny à partir de la trilogie de courts métrages de la chasse Chassé-croisé (1951), Conflit de canard (1952), Qui va à la chasse ? (1953). Une rivalité s'installe entre les deux personnages, avec un Daffy Duck essayant désespérément de piéger son ennemi ou être aussi populaire que Bugs Bunny. Cet antagonisme se manifeste particulièrement dans Daffy Duck superstar (1957) de Friz Freleng où Daffy Duck se voit méprisé par le public malgré ses efforts pour surpasser un Bugs Bunny acclamé sans faire le moindre effort.
Robert McKimson est le seul réalisateur qui continua à alterner entre la version égoïste de Chuck Jones, et sa version plus « loufoque » comme dans Ne nous hachons pas (1958).
Durant cette époque, il est également régulièrement associé avec Porky Pig. Celui-ci lui sert de subalterne dans les courts métrages de Chuck Jones tels que Duck Dodgers au XXIVe siècle et des poussières (1953) et Daffy la terreur (1951). Dans les courts métrages de Bob Clampett et Robert McKimson, Porky Pig est plutôt le souffre douleur d'un Daffy insupportable et incontrôlable.
La personnalité de Daffy Duck développée par Chuck Jones est devenue la plus populaire et récurrente dans l'imaginaire collectif.

### Duo Daffy et Speedy Gonzalès (1965-1968)
Lors de l'époque DePatie-Freleng Enterprises, Daffy Duck devient associé presque exclusivement avec Speedy Gonzales. Ces courts métrages qui accentuent son caractère cruel et égoïste sont souvent considérés comme les pires de l'ère classique des cartoons de la Warner Bros.

### Apparitions furtives (après 1968)
Daffy Duck fait son apparition dans d'autres films et dessins-animés comme dans le film de 1988, Qui veut la peau de Roger Rabbit, dans un duel de pianos contre Donald Duck (son rival de Walt Disney). Daffy possède également un rôle majeur dans le film de 1996, Space Jam, et dans le film de 2003, Les Looney Tunes passent à l'action. Cette même année, Warner Bros décide de lui faire sa propre émission intitulée Duck Dodgers, inspirée du fameux court métrage Duck Dodgers au XXIVe siècle et des poussières de l'ère classique des Looney Tunes. Il a aussi fait son apparition dans un épisode de Titi et Grosminet mènent l'enquête qui fut diffusé aux États-Unis le 27 mars 1999. Daffy fait son apparition dans plusieurs webtoons. Daffy Duck est également le héros des génériques de début et de fin du film Gremlins 2 : La Nouvelle Génération
Dans l'émission Les Tiny Toons, Daffy apparaît en tant que professeur à la Looniversité Acme, et aussi en tant que mentor de Plucky Duck. Il apparaît aussi bébé dans la série Baby Looney Tunes, dans les Animaniacs et dans Histeria!. Dans Les Loonatics, son équivalent se nomme Danger Duck (doublé par Jason Marsden aux États-Unis), qui est ennuyeux et peu intéressant auprès de ses partenaires. Dans la majorité de ses caméos, le canard égoïste, névrosé, et fou furieux de Chuck Jones est la version préférée des scénaristes.

### Renouveau

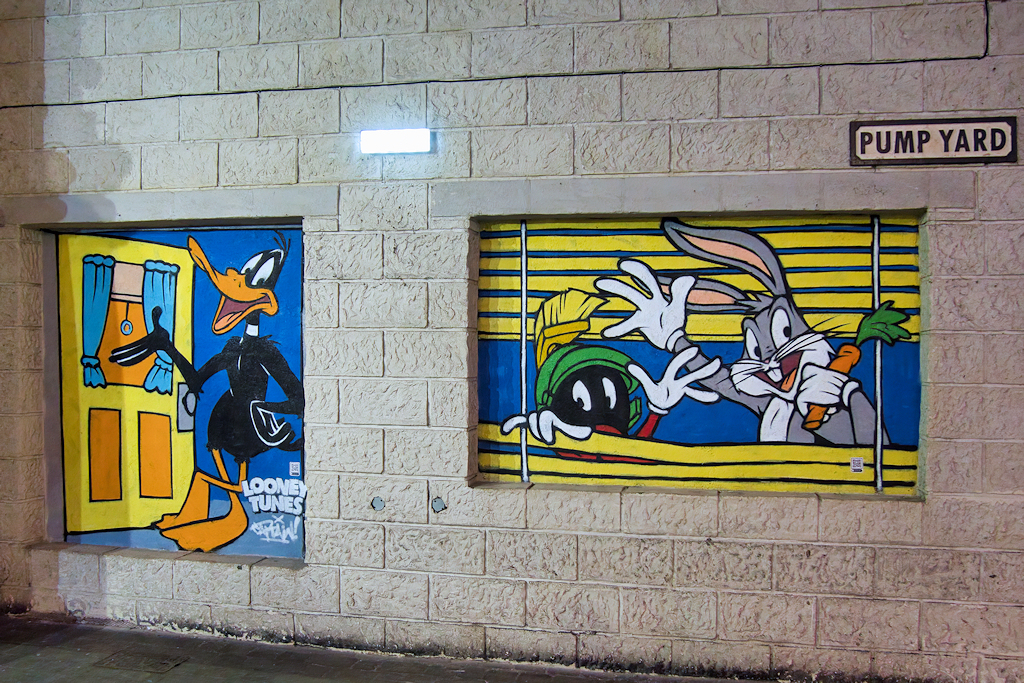
Daffy Duck (à gauche) en compagnie de Marvin le Martien et Bugs Bunny sur une fresque à « The Printworks » à Manchester en Angleterre.

Plus récemment, Daffy possède un plus grand rôle dans les films et dessins-animés. Dans le film Les Looney Tunes passent à l'action, les frères Warner décident de donner le premier rôle à Daffy et tentent d'éloigner les projecteurs loin de Bugs Bunny, comme démontré dans le film Le Noël des Looney Tunes (Bah, Humduck! A Looney Tunes Christmas, 2006), dont le premier rôle est attribué à Daffy tandis que Bugs apparaît en second plan. En 2024, Daffy est associé à Porky Pig en tant que vedettes principales dans le film cinéma Daffy et Porky sauvent le monde (The Day the Earth Blew Up: A Looney Tunes Movie). Dans la série The Looney Tunes Show diffusée par Cartoon Network, il est le personnage principal aux côtés de Bugs Bunny.

## Interprétations

### Duck Dodgers
Dans un de ses déguisements, Daffy Duck tient le rôle d'un héros intergalactique à la conquête de l'espace, en compagnie de son fidèle second, Porky Pig.
Les dessins animés originaux ont donné naissance à une série à part entière à la suite.

### Plucky Duck
Dans la série dérivée : les Tiny Toons, Plucky Duck, bien que juvénile, doté d'un plumage vert et vêtu d'un maillot de corps, reprend les principaux traits de caractère et du physique de Daffy. Plucky est celui qui admire le plus Daffy.

### Danger Duck
Daffy a inspiré Danger Duck dans une autre série dérivée : Les Loonatics.

## Distribution
En français, Pierre Trabaud interprétait la voix de Daffy avant d'être remplacé par Patrick Guillemin. Depuis le décès de ce dernier, Daffy Duck est doublé par Emmanuel Garijo dans le Looney Tunes Show en 2011, à partir du septième épisode car il a été la voix de Danger Duck dans Les Loonatics.

## Médias

### Jeux vidéo
Daffy Duck apparait dans le jeu vidéo Daffy Duck dans le Rôle de Duck Dodgers sur Nintendo 64.
En 2007 il a un jeu dédié sous le nom de : Looney Tunes : Duck Amuck reprenant le concept du cartoon : Farce au canard
Conformément à l'épisode homonyme de la série animée Duck Dodgers, il apparaît également sous les traits de « Green Loontern » (héros de Green Lantern) dans Lego Batman 3 : Au-delà de Gotham.